# 阿里丘瓦山 (聖羅薩-皮薩科馬)
16°49′59″S 69°33′56″W / 16.83306°S 69.56556°W
阿里丘瓦山（Arichuwa），是秘魯的山峰，位於該國東南部普諾大區，由聖羅薩區和皮薩科馬區負責管轄，屬於安地斯山脈的一部分，海拔高度5,000米。